# Inês Faria
Inês Galvão Faria é uma atriz portuguesa, que se estreou no telefilme da RTP, Jogos Cruéis, ao lado de António Cordeiro e de Sofia de Portugal. Ficou mais conhecida por protagonizar Inês de Almeida Santiago na série de sucesso Bem-Vindos a Beirais. Em Março de 2018 tornou-se Youtuber.

## Formação
- Entre 2010 e 2011 realizou diversos workshops na área da representação, casting, canto, teatro, voz, dança e teatro na FRM.[2]
- Entre Fevereiro e Junho de 2012 fez o workshop “Acting, Singing and Dancing”, na Plural;[2]
- Frequentou entre os anos 2012 e 2016 o curso de Interpretação na Escola Profissional de Teatro de Cascais.[2]

## Televisão
| Ano         | Projeto                     | Papel                    | Notas                   | Canal |
| ----------- | --------------------------- | ------------------------ | ----------------------- | ----- |
| 2012        | Jogos Cruéis                | Raquel Monteiro          | Elenco Principal        | RTP1  |
| 2013 - 2016 | Bem-Vindos a Beirais        | Inês de Almeida Santiago | Elenco Principal        | RTP1  |
| 2014 - 2015 | A Dança                     | Filipa Antunes           | Elenco Principal        | RTP1  |
| 2014 - 2015 | Polícias                    | Sara                     | Elenco Principal        | RTP1  |
| 2016 - 2017 | Convite ao Mal              |                          | Elenco Principal        | RTP1  |
| 2016 - 2017 | Miúdo Graúdo                | Empregada                | Elenco Adicional        | RTP1  |
| 2017        | Inspetor Max                | Lúcia                    | Elenco Adicional        | TVI   |
| 2018        | Espelho d'Água              | Maria                    | Elenco Adicional        | SIC   |
| 2019        | BAD e Breakfast             | Gigi                     | Elenco Principal        | RTP1  |
| 2019        | Frágil                      | Joana                    | Elenco Principal        | RTP1  |
| 2019        | Faz Faísca                  | Ela Própria              | Repórter                | RTP1  |
| 2020        | Conta-me como Foi           |                          | Elenco Adicional        | RTP1  |
| 2021        | Tenda às Costas             | Ela Própria              | Repórter                | RTP1  |
| 2021        | Rui                         | Mafalda                  | Protagonista            | RTP1  |
| 2021        | Amor Amor                   | Dulce                    | Elenco Adicional        | SIC   |
| 2022        | Rua das Flores              | Dália                    | Elenco Principal        | TVI   |
| 2022        | Somos Portugal              | Ela Própria              | Repórter Convidada      | TVI   |
| 2023        | Lúcia, a Guardiã do Segredo | Maria dos Anjos Santos   | Elenco Adicional (OPTO) | SIC   |
| 2025        | Festa é Festa               | Joana Carina             | Elenco Adicional        | TVI   |
| 2025        | Vai Direto                  | Diana                    | Elenco Principal        | TVI   |
| 2025 - 2026 | Terra Forte                 |                          | Elenco Principal        | TVI   |

## Teatro
- As Bodas de Fígaro Uma Tradução (2012 no Teatro Maria Matos) [3]